# Роберто Бенињи
Роберто Бенињи (итал. Roberto Benigni; Кастиљон Фиорентино, 27. октобар 1952) италијански је филмски глумац, сценариста и режисер. Добитник је ордена заслуге италијанске републике.  Његов најпознатији филм је Живот је леп, који је написао, режирао и у ком је глумио. За тај филм освојио је Оскар за најбољег глумца у главној улози на 71. церемонији доделе Оскара (филм је такође освојио и Оскара за најбољи филм на страном језику. Глумио је и сина инспектора Клузоа у филму "Син Пинк Пантера" (1993. године), а сарађивао је с филмским продуцентом Џимом Џармушем на три његова филма: Под руком закона (1986), Ноћ на земљи (1991. године) и Кафа и цигарета (2003. године).

## Детињство и младост
Бенињи је рођен Манијану (који припада кастиљону Фиорентино, као син Исолине Папини, која је израђивала тканине, и Луиђија Бениња, зидара, столара и пољопривредника. Одгајан је као католик и био је помоћник код олтара; још увек себе сматра верником. Његова прва искуства као позоришног глумца догодила су се 1971. године у месту Прато. Током те јесени преселио се у Рим где је учествовао у неким експерименталним позоришним представама, од којих је неке и режирао. Бенињи је, 1975. године,  имао свој први позоришни успех у "Cioni Mario di Gaspare fu Giuli" који је написао Ђузепе Бертолучи.
Бенињи је постао познат у Италији 1970-их по телевизијској серији Onda Libera, на РАИ2, у продукцији Ренцо Арбора, у којој је тумачио сатирични комад „Химна прочишћеног тела” (скатолошка песма о радостима дефекације). За то време је то био велики скандал, серија је била забрањена због цензуре. Његов први филм био је из 1977. године, „Берлингер, волим те”, који је такође режирао Бертолучи.
Његова популарност је порасла са његовим појављивањем у телевизијском шоу програму „L'altra domenica” (1976/9), то је била још једна ТВ емисија Арборе у којој је Бенињи глумио лик лењог филмског критичара који никада не гледа филмове за које треба да да коментар. Бернардо Бертолучи га је ангажовао за малу улогу без речи као тапетара у филму „Ла Луна” која је због своје теме имала ограничену дистрибуцију на простору Америке.

## Каријера
1980. године упознао је Чезенску глумицу Николету Браски, која је касније постала његова супруга и која је глумила у већини филмова које је режирао.
У Jуну 1983. појавио се током јавне политичке демонстрације Италијанске комунистичке партије, у којој је био симпатизер, и том приликом је подигао и загрлио националног лидера странке Енрика Берлингвера. Био је то случај без преседана, имајући у виду да су до тог тренутка италијански политичари били веома озбиљни и формални. Бенињи је поново био цензурисан 1980-их због тога што је за папу Јована Павла II рекао нешто непристојно током уживо програма важне емисије.
Први Бенињијев филм где се приказао као режисер био је „Ти ме узбуђујеш” из 1983. године. Овај филм је уједно и његова прва сарадња са Николетом Браски. 1984. године играо је у „Ништа не преостаје него да плачемо” са комичним глумцем Масимом Троизијем. Прича је била басна у којој се протагонисти изненада враћају назад у 15. век, нешто пре 1492. године. Они почињу да траже Кристофера Колумба како би га спречили да открије Америку (из врло личних разлога), али не успевају да га контактирају.

### Бенињи у Сједињеним Државама и његова сарадња са Серами
Почев од 1986. године, Бенињи је глумио у три филма америчког режисера Џима Џармуша. У филму „Под руком закона“ (1986) глумио је Боба, недужног странца који живи у Сједињеним Државама, осуђеног за убиство, чији неописиви добар хумор и оптимизам му помажу да побегне и пронађе љубав. У филму је такође глумила Браски његову вољену. У "Ноћи на земљи" (1991) играо је таксисту у Риму, који признаје своја бизарна сексуална искуства свом путнику- свештенику. Касније је глумио и у Џармушовим кратким филмовима као што је „Кафа и цигарете” (2003).
Био је, 1990. године, члан жирија на 40. Берлинском филмском фестивалу.
Године 1993. глумио је у филму „Син Пинк Пантера” у режији ветерана Блејка Едвардса. Бенињије глумио незаконитог сина Питера Селерса, који је инспектор Клузо, који има за циљ да спаси принцезу Лугаша. Филм је дошивео неуспех у САДу, али био је хит у његовој домовини.
Бенињи је имао озбиљну улогу, која је била ретка, у последњем филму Федерика Фелинија, Глас месеца (1989). Ранијих година Бенињи је започео дуготрајну сарадњу са сценаристом Винченцом Серамијем за серију филмова који су постигли велики успех у Италији: „Мали ђаво” са Волтером Матауем, „Џони чачкалица” и „Монструм”.

### Живот је леп
Бенињи је можда најпознатији ван Италије по трагикомедији „Живот је леп” из 1997. године, снимљеној у граду Арецо, коју је такође написао Серами. Филм је о италијанском Јевреју који покушава да спаси сина од смрти у нацистичком концентрационом логору, тако што му говори да је њихово затварање само игра, говорећи му да је Холокауст сложена игра и да се мора веома пажљиво придржавати правила да би га победио и да је главна награда тенк. 
Бенињијев отац је провео три године у концентрационом логору у Берген-Белсену, и Живот је леп се делом темељи на искуствима његовог оца. Бенињи је такође био инспирисан причом о преживелом из Холокауста, Рубину Ромео Салмонију. Иако се о причи и представљању филма разговарало током снимања са различитим јеврејским групама како би се ограничиле увреде које би могле да изазову, филм је наишао на разне критике где су били оптуживани да су представили Холокауст без већих патњи, а неки који су сматрали да „смејање свему" није било прикладно. Наклоњенији критичари похвалили су Бенињијеву уметничку одважност и вештину да створи осетљиву комедију која укључује трагедију, изазов за који је Чарли Чаплин признао да не би успео да учини са „Великим диктатором” да је био свестан страхоте Холокауста.
1998. године филм је номинован за седам награда Оскара. На церемонији 1999. године филм је добио Оскара за најбољи филм на страном језику (који је Бенињи прихватио за режисера филма), најбољи оригинални драмски резултат (партитура Николе Пиованија), а Бенињи је добио Оскара за најбољег глумца.
Вртоглаво од одушевљења након што је 'Живот је леп проглашен најбољим филмом на страном језику, Бенињи се попео на седиште, а затим се окренуо ка публици и пљескао пре него што је изашао на бину. Након што је касније, у вечерњим часовима освојио свог Оскара за најбољег глумца, рекао је у свом говору док је прихватао Оскара: "Ово је страшна грешка, јер сам већ искористио сав свој енглески језик!" Да би завршио свој говор, Бенињи је цитирао завршне редове Дантеове Божанствене комедије помињући "љубав која покреће сунце и све звезде". На церемонији следеће године кад је прочитао номиноване за најбољу глумицу (коју је освојила Хилари Сванк за филм „Дечаци не плачу”), водитељ Били Кристал разиграно се појавио иза њега са великом мрежом да обузда Бенињија ако опет почне да се разиграва. У епизоди емисије Уживо суботом увече из 1999. године, водитељ Реј Романо, глумио га је у скечу којим је пародирао његово вртоглаво понашање на церемонији.

### После „Живот је леп”
Бенигни је играо једног од главних ликова у Астерикс и Обеликс против Цезара у улози Детритуса, корумпираног римског управитеља провинције који жели да убије Јулија Цезара, чиме је преузео контролу над Римском Републиком.
Као режисер, његов филм Пинокио из 2002. године, био је најскупљи филм у италијанској кинематографији и одлично котиран у Италији, али је лоше прошао у Северној Америци, са оценом критичара од 0% код Ротен томејтоуз. Такође је проглашен за најгорег глумца због своје улоге Пинокио  у оквиру 23. Награде Златне малине. Оригинална италијанска верзија није била тако лоше дочекана и добила је шест номинација на наградама Давид ди Донатело, освојивши две, као и једну од две награде за које је номинован на Италијанском националном синдикату филмских новинара.
Исте године дао је, типично за њега, енергичан и откривајући интервју канадском филмском продуценту Дамјану Петигреву за Фелини: Ја сам рођени лажов (2002), кинематографски портрет маестра који је на Европским филмским наградама номинован за најбољи документарац, што је европски еквивалент Оскара. Филм је освојио престижну Руки награду за најбољи уметнички документарац на Светском телевизијском фестивалу у Банфу (2002).
2003. године Бенињи је награђен од Национално италијанско-америчке фондације (НИАФ), примивши награду НИАФ-ове специјалне награде за забаву.
Његов филм „Тигар и снег”, из 2005. године је љубавна прича смештена у почетној фази Рата у Ираку.
15. октобра 2005. извео је импровизовани стриптиз у најгледанијој вечерњој информативној емисији у Италији, скинувши мајицу и навлачећи је преко рамена водитеља. Пре него што је скинуо мајицу, Бенињи је већ "отео реч" уводних вести информативног програма, скочивши иза новинара и објавивши: "Берлускони је поднео оставку!" (Бенињи је отворени критичар медијског тајкуна и тадашњег премијера Силвија Берлусконија). Претходног дана, он је у предводио хиљаду људи у Риму, у знак протеста због одлуке владе деснице да смањи државне финансије за 35 одсто.
Дана 2. фебруара 2007, уручен му је почасни докторат од стране Леувен Универзитета из Белгије. 22. априла 2008, Универзитет на Малти доделио му је почасни докторат, што је био Бенињијево прво наступање на универзитету и премијера  његовог извођења са Дантеовим учеником Робертом Холандером.
Бенињи је наводно добио понуде да своју емисију Данте доведе на Бродвеј, али је те понуде одбио.
2012. године је снимио филм „Риму, с љубављу” са Вудијем Аленом.

### ТутоДанте
Бенињи је импровизовани песник (поезија естемпоранеа је облик уметности која се популарно прати и практикује у Тоскани), цењена због његовог објашњења и рецитације напамет Дантеове Божанствене комедије. Током 2006. и 2007. године, Бенињи је имао много успеха на турнеји по Италији, током 90-минутне емисије "ТутоДанте"  („Све о Дантеу“). Комбинујући тренутне догађаје и сећања из своје прошлости испричане ироничним тоном, Бенињи тада започиње путовање поезије и страсти кроз свет Божанствене комедије.
ТутоДанте емисија је наступана на бројним италијанским пијацама, аренама и стадионима на укупно 130 представа, а процењено је да је било око милион гледалаца. Преко 10 милиона гледалаца гледало је ТВ емисију „Пета песма пакла“, коју је Раи Уно емитовао 29. новембра 2007, уз поновну емисију на Раи Италиа.
Бенињи је започео туру са ТутоДанте у Северној Америци са најавом да је научио енглески да би приближио Дантеова дела говорницима енглеског језика. Енглеска представа укључује дијалектичку расправу о језику и стиху и представља прославу модерности и концепта људске свести створене језиком.
Бенињи је "ТутоДанте" радио у Сједињеним Државама, Канади и Аргентини на ТутоДанте турнеји између 2008-2009. године. Имао је наступе у Сан Франциску, Бостону и Чикагу.
Бенињи је био угошћен у Сан Франциску на специјалном пријему који је одржала Национална италијанско-америчка фондација (НИАФ) у његову част 24. маја 2009. Након америчке премијере Бенињи је одржао последњу емисију 16.јуна 2009. године у Буенос Ајресу, Аргентина где је на церемонији одржаној у палати Законодавства у знак признања Италијанској дијаспори и култури у Аргентини, награђен почасним држављанством града Буенос Ајреса.

## У другим медијима
Године 1999. посвећена му је Златна палмина звезда на Палм Спрингсу у Калифорнији.

### Почасне награде
Поред бројних филмских награда, Бенињи је стекао почасне дипломе са универзитета широм света:
- 1999 – Почасни докторат из филозофије Универзитета Бен-Гурион, Биршеба, Израел.
- 2002 – Почасни докторат из књижевности, Универзитет у Болоњи, Италија.
- 2003 – Почасни степен из психологије, Универзитет Вита-Салуте Сан Рафаеле, Милано, Италија.
- 2007 – Почасни докторат из књижевности Универзитета Леувен, Белгија.
- 2007 – Почасни степен модерне филологије Универзитета у Фиренци, Италија.
- 2008 – Почасни докторат из књижевности, Универзитет на Малти.
- 2008 – Почасна диплома из комуникационе уметности Универзитета Тоуро у Риму, Цагароло, Италија.
- 2012 – Почасни степен модерне филологије са Универзитета у Калабрији, Италија.
- 2012 – Почасни докторат из књижевности Аристотелов универзитет у Солуну, Грчка.
- 2015 – Почасни докторат из права Универзитет у Торонту, Канада.[12]

## Утицај
Европска листа, највеће истраживање о европској култури, утврдила је да су три најбоља филма у европској култури:
1. Бенињијев Живот је леп[13]
2. Донерсмарков Животи других[13]
3. Женеова Чудесна судбина Амелије Пулен[13]

## Филмографија
| Year | Title                                                                                      | Role                  | Notes |
| ---- | ------------------------------------------------------------------------------------------ | --------------------- | --- |
| 1976 | Onda Libera                                                                                | Марио Циони           | Телевизијска емисија |
| 1977 | Берлингер, волим те                                                                        | Марио Циони           | Енглески наслов: Berlinguer, I Love You |
| 1979 | Отпевани дани                                                                              |                       | |
| 1979 | Сјај жене                                                                                  | Бармен                | |
| 1979 | Тражим азил                                                                                | Роберти               | |
| 1979 | Месец                                                                                      | Тапетар               | |
| 1979 | Врући кревети                                                                              | Директор              | |
| 1980 | У папино око                                                                               | Бенињи                | |
| 1981 | Минестрона                                                                                 | Мајстор               | Награда за најбољег глумца |
| 1983 | Лични ефекти                                                                               |                       | |
| 1983 | Ти ме узбуђујеш                                                                            | Бенињо                | |
| 1983 | Tutto Benigni                                                                              | Себе                  | |
| 1983 | "FF.SS." – Cioè: "...che mi hai portato a fare sopra a Posillipo se non mi vuoi più bene?" | Беж Шеик              | |
| 1984 | Ништа не преостаје него да плачемо                                                         | Саверио               | Писао и сценарио за овај филм |
| 1984 | Cinématon                                                                                  | Себе                  | |
| 1986 | Под руком закона                                                                           | Роберто               | - Награда за најбољег глумца - Номинација — Награда Спирит за најбољег глумца у главној улози |
| 1988 | Мали ђаво                                                                                  | Ђудита                | - Такође и режисер - Давид ди Донатело награде за мушког глумца |
| 1990 | Глас месеца                                                                                | Иво Салвини           | |
| 1991 | Ноћ на земљи                                                                               | Возач (Рим)           | |
| 1991 | Џони чачкалица                                                                             | Данте, Џони чачкалица | - Такође режисер - Награда за најбољег глумца - Номинација — Награда Спирит за најбољег глумца у главној улози |
| 1993 | Син Пинк Пантера                                                                           | Џек Гамбрели          | |
| 1994 | Монструм                                                                                   | Лорис                 | - Такође режисер - Награда за најбољег глумца |
| 1997 | Живот је леп                                                                               | Гвидо Орефице         | - Награде за најбољег глумца: - Оскар за најбољег глумца у главној улози Америчке хумористичке награде БАФТА за најбољег глумца у главној улози Награда Удружења телевизијских филмских критичара за најбољег глумца у главној улози Златни ЦИАК Давид ди Донатело награде Европске филмске награде Награда Друштва филмских критичара у Лас Вегасу Награда Удружења филмских глумаца за најбољег глумца у главној улози Номинован — Кански филмски фестивал Номинован — Удружење критичара филмске критике у Чикагу Номинован — Награда Удружења филмских глумаца за најбољу филмску поставу - Сценарио и режија:: - Оскар за најбољи филм на страном језику Амерички филмски институт Награда публике за најбољи играни филм Награда публике на Међународном филмском фестивалу у Атини Награда Аустралијског филмског института за најбољи страни филм Награда по избору критичара Награда за најбољи страни филм Награде "Плава врпца" за најбољи филм на страном језику Гранд Прик (Кански филмски фестивал) Награда Сезар Награда Удружења филмских критичара из Чикага за најбољи филм на страном језику Давид ди Донатело за најбољег режисера Давид ди Донатело за најбољи сценарио Давид ди Донатело за најбољи филм Немачка филмска награда за најбољи страни филм Награда Друштва филмских критичара у Лас Вегасу за најбољег режисера Награда Друштва филмских критичара у Лас Вегасу за најбољи филм на страном језику Награда ОФЦС за најбољи филм на страном језику Друштво филмских критичара из Сан Дијега Филмски фестивал у Торонту Номинован — Оскар за најбољег режисера Номинован — Оскар за најбољи оригинални сценарио Номинован — Награда Аманда Номинован — БАФТА Номинован — Награда Удружења телевизијских филмских критичара за најбољи филм Номинован — Златна палма |
| 1999 | Астерикс и Обеликс против Цезара                                                           | Детритус              | |
| 2002 | Роберто Бенињи - Хаос методом                                                              |                       | |
| 2002 | Пинокио                                                                                    | Пинокио               | - Такође режисер - Давид ди Донатело награде - Златна малина за најгорег глумца |
| 2003 | Кафа и цигарета                                                                            | Роберто               | |
| 2005 | Тигар и снег                                                                               | Атилио де Ђовани      | - Такође режисер и писац |
| 2010 | La commedia di Amos Poe                                                                    |                       | Позајмио глас |
| 2012 | Риму, с љубављу                                                                            | Леополдо Писанело     | |
| 2019 | Пинокио                                                                                    | Ђепето                | |

## Књиге
- А велики ножни прст су били ... монолози и фазони (1996)